# Skotlands historie
Den nedskrevne del af Skotlands historie begynder ved det romerske imperiums ankomst til de britiske øer i det 1. århundrede, hvor den romerske provins Britania nåede nordpå til Antoninusmuren.
I forhistorisk tid var det nuværende Skotland sandsynligvis beboet siden afslutningen af den mellemste istid. Selv om Heidelbergmennesket og neandertalere kun er påvist ved fund fra mellemistidens England, er det rimeligt at antage, at de også har befolket Skotland i de perioder, hvor det britiske område var isfrit. Efter den sidste istid blev klimaet på øerne subtropisk selv i nord, hvilket førte til at mennesker befolkede hele området. Fra omkring 6.500 f.v.t. blev landbroen til kontinentet oversvømmet af hav, og de britiske øer fulgte deres egne udviklingsveje med stærke impulser fra kontinentet gennem stenalderen, bronzealderen og jernalderen. Mange genstande er fundet fra førhistorisk periode, men ingen skriftlige spor.
Skotlands skrevne historie begynder, da romerne kommer til de britiske øer. De tog kontrollen over de områder, der nu er England og Wales, og oprettede den romerske provins Britannien, som eksisterede fra år 44 til 410 e.v.t.
Skotternes langvarige strid med England, den langt mægtigere nabo i syd, var grunden til den skotske uafhængighedskrig. Kampen mod englænderne tvang også Skotland til at orientere sig kulturelt og økonomisk mod andre europæiske nationer, især Frankrig. Derefter fulgte Unionspagten mellem Skotland og England, den skotske oplysningstid og den industrielle revolution. Disse ting bidrog til økonomiske og kulturelle opgangstider i landet, og ind på 1900-tallet var Skotland et højt industrialiseret land.
Den industrielle nedgang efter 2. verdenskrig blev specielt hård, men de sidste årtier har landet haft en kulturel og økonomisk renæssance sporet af en revitaliseret økonomi i servicesektoren, produktionen af olie og gas fra Nordsøen og oprettelsen af begrænset selvstyre med eget parlament.

## Forhistorisk tid

### De første bosættelser
Der levede mennesker allerede 8.500 år f.Kr. da navnet Britannien for første gang dukker op i skrevne kilder. I tiden før den sidste istid (130.000 – 70.000 f.Kr.) havde Europa et varmere klima end i dag, og de første mennesker kunne være kommet til Skotland, men det findes der ingen arkæologiske beviser for. Den sidste is dækkede det meste af de britiske øer undtagen Irland, og efter isen trak sig tilbage, blev Skotland beboeligt omkring år 9.600 år f.Kr.
Den almindeligste opfattelse er, at menneskene indvandrede sydfra, men de ældste spor af mennesker er fundet længst mod nord i landet, og det antyder, at indvandringen kan have fulgt søvejen nordfra.
De første kendte bosættelser tilhørte mesolittiske jægere og samlere, og arkæologerne har dateret en sådan lejr ved Biggar fra omkring 8.500 f.Kr. Talrige andre lejre er fundet over hele Skotland og danner et billede af folk, som flyttede rundt, anvendte både og lavede redskaber af ben, sten og gevir.
Neolitiske jordbrugere dannede faste bosættelser, og et velbevaret stenhus på Knap of Howar på øen Papa Westray fra 3.500 f.Kr. er næsten 500 år ældre end landsbyen Skara Brae på Mainland (begge på Orkneyøerne), som består af tilsvarende huse. Omkring 3.500 f.Kr. byggede bosætterne vældige gravkamre, som bestod af stenpilarer, som bar en stor sten som tag, før det hele blev dækket af jord. Et godt eksempel findes på Maeshowe på Mainland. Fra omkring 3.000 f.Kr. kom "stående sten" og stencirkler som Brodgar-ringene på Orkneyøerne og Callanish på Lewis på Hebriderne. Disse formede dele af den udstrakte europæiske megalitkultur, som også byggede Stonehenge i England, og som ofte bliver tolket som om, at de var ment som sofistikerede astronomiske observatorier.
Stenkamrene og megalitmonumentene fortsatte ind i bronzealderen, og i den første metalalder begyndte beboerne at bygge fæstninger på toppen af højdedrag (hillfort), som åsen Eildon Hill i nærheden af Melrose, der går tilbage til omkring 1000 f.Kr. Ofte kunne flere hundrede huse blive bygget inden for stenmurene på et befæstet højdedrag.
Antageligt kom britonisk-keltisk kultur og sprog til Skotland en gang efter år 700 f.Kr. og muligvis gennem kulturel kontakt snarere end ved invasioner, hvorefter småkongedømmer udviklede sig. Under jernalderen blev der bygget talrige fæstninger på højdedrag, runde tårne (brochs) og befæstede bosættelser, som støtter indtrykket af stridbare stammesamfund og småkonger, således som romerne har rapporteret om i de første skriftlige kilder om Skotland. Noget tyder på, at beboerne ikke altid var optaget af at forsvare sig, hvilket kan tyde på, at fæstningerne også havde symbolsk magt såvel som direkte krigsformål.

### Romersk invasion
Skotlands skrevne historie begyndte, da Romerriget invaderede Britannien. Selv om indbyggerne benyttede en form for skrivning af mindeplader og på sten, var det først og fremmest et samfund med en stærk mundtlig tradition. Da druide-traditionen uddøde på grund af krig, sult og ikke mindst tilstedeværelsen af kristne missionærer, forsvandt det meste af den forhistoriske kundskab. Den eneste overlevende før-romerske beretning om Skotland kommer fra den græske eventyrer Pytheas fra Massalia som sejlede rundt om de britiske øer (som han selv kaldte Pretaniké) i 325 f.Kr., men selve nedfældelsen af rejsen dateres langt senere.
Den romerske invasion af Britannien begyndte for alvor i år 43 f.Kr.. Efter gode militære resultater i syd gik styrker, ledet af Gnaeus Julius Agricola, ind i Skotland i år 79 e.Kr. Romerne mødte imidlertid kraftig modstand fra lokalbefolkningen i Caledonia (nu Galloway), som romerne kaldte området. I år 82 eller året efter sendte Agricola en flåde med galejer op langs kysten af Skotland så langt nord på som til Orkneyøerne. I 84 besejrede Agricola de kaledonske i stammer i slaget ved Mons Graupus. Hans støtter i Rom erklærede, at Agricola havde besejret alle stammer i Britannien.
Den eneste historiske kilde for dette kommer fra skrifter af Agricolas svigersøn, Tacitus. Arkæologien har bekræftet hændelserne med en mere præcis datering ud fra dendrokronologi (årringdatering), idet resultaterne tyder på, at romerne tog kontrol over det sydlige Skotland en tid før, at Agricolas hærstyrker invaderede. Uanset nøjagtig datering var resultatet, at i de næste 300 år havde Rom en betydelig tilstedeværelse i det sydlige Skotland, både militært, økonomisk og socialt.
Romerne markerede rigets grænse med serie af forsvarsværker, herunder en lang og sammenhængende mur. Den første af dem, Gask Ridge i Perthshire, er dateret til mellem og 80 f.Kr. I 120-tallet gav den romerske kejser Hadrian ordre om at bygge en mægtig befæstet mur, som gik fra floden Tyne til Solway Firth. 20 år senere byggede den romerske guvernør Quintus Lollius Urbicus den antoninske mur (navngivet efter kejser Antoninus Pius, som regerede fra 138 til 161) længere mod nord, fra Old Kirkpatrick ved Firth of Clyde til Bo'ness ved Firth of Forth. På halvdelen af Hadrians mur var den 60 km mur lettere at forsvare, selv om den kun markerede nordgrænsen for det romerske rige i to årtier. Omtrent ved år 160 var nordgrænsen igen ved Hadrians mur.
Romerne fik altså aldrig nogen direkte kontrol over Caledonia. Alligevel gjorde de deres indflydelse gældende gennem militære udposter og ved hjælp af assistance fra lokale stammer, blandt andre votadinierne.

## Skotland vokser frem
I tiden efter, at romerne trak sig ud af Skotland, kan befolkningen inddeles i to grupper:
- Piktere, områdets oprindelige befolkning og af ukendt oprindelse (muligvis af et P-keltisk talende folkefærd). Disse opholdt sig hovedsagelig nord for Firth of Clyde og Firth of Forth – det område, som kaldes for Pictavia eller Piktland.
- Britonere dannede en P-keltisk talende folkegruppe præget af romersk indflydelse syd for pikterne med kongedømmerne Y Strad Glud (Strathclyde) fra Firth og Clyde og syd over; Rheged i Cumbria, Selgovae i dagens grænseområder mellem Skotland og England; og Votadini eller Gododdin fra Firth of Forth og ned til floden Tweed.

Invasion og indvandring (i hvilken grad disse erstattede den indfødte befolkning er ukendt) bragte med sig tre nye folkegrupper:
- Scotti, eller skotterne (folkegruppe som talte gammelirsk sprog, det vil sige Q-keltisk), som kom fra nordlige Irland fra slutningen af 400-tallet, og drog ind over de ydre skotske øer og dele af fastlandet, især i området Argyll, og dannede kongeriget Dál Riata.
- Angelsaksere, som spredte sig fra Bernicia og kontinentet, og som erobrede Gododdin på 600-tallet. En arv fra denne indflydelse er det præg, som angelsaksernes gammelsaksisk sprog har givet til dagens lavlandsskotske sprog. Sproget blev oprindeligt kaldt for inglis, men dette begreb blev problematisk efter, at normannerne erobrede det anglesaksiske England, og dagens engelske sprog udviklede sig fra angelsaksisk, fransk og latin fra 1300-tallet og frem over. Gælisk, som tidligere var blevet refereret til som scottis, blev refereret til som erse, hvilket betød irsk. Denne terminologi er nu gledet ud af brug, og det første kaldes for skotsk-engelsk og det sidste for skotsk-gælisk.
- I tiden efter at norske vikinger hærgede øen Iona i år 795 kom der stadig flere norske tilflyttere i løbet af 800-tallet og årene som fulgte. De bosatte sig først på de ydre øer som Hebriderne, Skye og syd over til Man, derefter også på det skotske fastland, som Caithness og Sutherland. I generationerne, som fulgte, blev de norske indflyttere indgiftede og assimilerede med den oprindelige befolkning, især i Galloway helt syd i Skotland. Nordmændene blev her kaldt for gallgællere ("de fremmede gælere") og gav således navn til området.

### Kristningen af Skotland
Kristendommen kom antageligt til de sydlige dele af Skotland allerede i løbet af det andet århundrede efter Kristus, da denne religion på dette tidspunkt var veletableret i Romersk Britannien. Ifølge legenden blev kristningen indledt ved den hellige Ninians mission i Cumbria i 300-tallet. Ifølge hans hagiografi, var Ninian en britoner, som havde studeret i Rom, og han blev den første katolske biskop, som besøgte Skotland, da han blev sendt til Hen Ogledd, det britonske område i det nordlige England og sydlige Skotland. Omkring 397 etablerede han Skotlands første kirke, Candida Casa i Whithorn, og den blev udgangspunktet for hans virke. Senere rejste han mod nord for at arbejde blandt pikterne.
I løbet af de næste århundreder blev kristendommen svækket i Skotland, særlig blandt pikterne. Den hellige Patrick beskriver i et brev til Clut Ceretic, kongen af Alt Clut, pikterne som frafaldne, hvilket tyder på at kristendommen havde mistet støtten blandt dem. I 563 rejste den irske munk Columba til øen Iona med tolv ledsagere og etablerede et kloster der. Columbas kloster blev et af de vigtigste religiøse steder på De britiske øer, og blev en vigtig faktor i konverteringen af pikterne. Herfra skabtes en vigtig del af kirkens struktur ,efter at det romerske styre var endt på De britiske øer og den angelsaksisk invasion havde ført til, at kontakten mellem De britiske øer og kontinentet blev reduceret. I de følgende år etablerede munke fra Iona flere klostre i Skotland og andre steder på de britiske øer , herunder det vigtige og kendte kloster på Lindisfarne i Northumberland. Munke fra Iona stod også bag kristningen på Orkneyøerne og Shetland i tiden før disse kom under kontrol af norske vikinger, og dette kommer blandt andet frem i de kristen navngivning som blandt andet North Ronaldsay (forvanskning af «Rinansey» - St. Ninians ø). Fra tidlige kristne bosættelser i Skotland kommer stavelsen Kil-, fra «cill» (kirke) som i Kilmarnock.
Kristendommen blev grundigt etableret i løbet af 500- og 600-tallet. Iona-klosteret spillede hele tiden en central rolle i etableringen af Den katolske kirke i Skotland. Her blev de skotske konger begravet fra Cináed mac Ailpín (Kenneth 1. af Skotland) til Máel Coluim mac Donnchada (Malcolm III af Skotland). En liste over gravsteder fra 1549 nævner 48 skotske, otte norske og fire irske konger. Columbas legendariske kristning af den piktiske konge Bridei er blevet stående som historisk vendepunkt, skønt hændelsen kan være mytisk.

### Presset fra vikingerne fra nord
Det første dokumenterede angreb af vikinger (en betegnelse som referer til norrøne krigere og sørøvere, ikke en etnicitet) i Skotland skete i 794 da de irske Ulsterannalene beskriver «ødelæggelsen af alle øerne i Britannien af hedningerne». Klosteret på den hellige ø Iona blev hærget i 795. Grundet sparsomme skriftlige kilder fra perioden var det næppe de første hændelser, og kontakter over Nordsøen mellem det vestlige Norge og de nordlige øer og det nordlige Skotland har eksisteret længe før den såkaldte vikingetid. Alligevel er hyppigheden og omfanget af denne kontakt ukendt. Vikingetiden markerer i Skotland som i Norden overgangen fra forhistorisk til historisk tid.
De første kontakter mellem nordboere og skotter var af fjendtlig art. Vikingerne begyndte imidlertid snart at bosætte sig på de skotske øer således, at norrøn kultur blev spredt også dertil. I dag er omtrent 60 procent af DNA'et på Orkneyøerne af norrøn oprindelse. Moderne genetiske undersøgelser viser, at de norrøne mænd også fik børn med lokale kvinder og dermed videreførte deres Y-kromosomer til den indfødte befolkning.
Allerede før 900-tallet var der sket en omfattende indflytning til de ydre øer som Hebriderne og Skye og længere syd (også flere steder i Irland og Man i Irske hav). Galloway i det sydlige Skotland fik også spredt norrøn bosættelse, men antagelig kom denne syd fra i England. De ydre øer var attraktive set med norrøne øjne. Landskabet lignede det, de havde forladt i Norge. Klimaet var mildt og venligt på denne tid, og området lå ikke afsides, men centralt midt i skibsforbindelserne. Norrøne bosættere drog også til det nordlige skotske fastland helt til Caithness og Sutherland (begge navne har norrøn oprindelse). Byerne Thurso og Wick i samme område har også norrøn oprindelse. Det er også gjort arkæologiske fund i de samme område, som viser norrøn tilstedeværelse. Fra 900-tallet var de fleste norrøne områder i det, som er dagens Skotland underlagt det norrøne jarledømme på Orkneyøerne.
Vikingerne var en betydelig magtfaktor i det nordlige Skotland. I år 839 sejlede en stor norrøn flåde op ad floderne Tay og Earn og nåede frem til centrum i det piktiske kongedømme Fortriu. I et stort slag besejrede vikingerne pikternes konge Eogán mac Óengusa, hans bror Bran og Áed mac Boanta, kongen af skotske (gælisk-irske) Dalriada. Dette nederlag rystede åbenbart det skotske samfund, og det sofistikerede piktiske kongedømme synes at være gået under sammen med lederskabet. At Cináed mac Ailpín (eller Kenneth 1. af Skotland) siden blev konge over både skotterne og pikterne kan tilskrives resultatet af dette slag og tilstedeværelsen af de norrøne som en tredje magtfaktor i Skotland. De norrøne bosættelser bidrog således til at forsone de stridende skotter og piktere, og med tiden blev de assimilerede med disse.

### Kongedømmet Alba udvikling
Myten om MacAlpins forræderi fortæller, hvordan Alba blev til, da den gæliske Cináed mac Ailpín (Kenneth 1. af Skotland) dræbte de piktiske ledere og erobrede Piktland, men Alba blev først skabt af Causantín mac Áeda (Konstantin II af Skottland). Cináeds søn Causantín mac Cináeda (Konstantin 1. af Skotland) fik skrevet «Series Longoir» for at vise eller bevise sin families krav til tronen af et forenet Piktland. Den gæliske triumf over det piktiske og ændringen fra Piktland til Alba skete under regimet ved Causantín mac Áeda. Hvorfor og hvordan er fortsat uklart.
I begyndelsen modsvarede det nye kongedømme Skotland nord for floderne Forth og Clyde. Sydvestlige Skotland var fortsat under britonernes kontrol i Strathclyde. Det sydøstlige Skotland var fra 638 under kontrol af det proto-engelske kongedømme Bernicia, der efter under kongedømmet Northumbria. Disse områder af Skotland blev udfordret af Causantín mac Áeda og faldt i gæliske hænder i år 1018, da Máel Coluim mac Cináeda (Malcolm II af Skotland) pressede grænserne så langt sydover som til floden Tweed. Det blev Skotlands grænse og er det den dag i dag.
Skotland fuldførte sin ekspansion ved gradvis indlemmelse af britonenes kongedømme Strathclyde ind under Alba. I 1034 arvede Donnchad mac Crínáin (Duncan 1. af Skotland) Alba fra sin morfar Máel Coluim mac Cináeda. Med undtagelse af Orkneyøerne, de vestlige øer, det nordlige Skotland med Caithness og Sutherland, som fortsat var under norrøn kontrol, var Skotland forenet.
Macbeth, en kandidat til tronen fra Cenél Loairn, besejrede Donnchad i et slag i 1040. Macbeth styrede derefter fredfyldt i hele 17 år, før Donnchads søn Máel Coluim (Malcolm III af Skotland) besejrede Macbeth. I skuespillet Macbeth udødeliggjorde William Shakespeare senere disse hændelser i en uhistorisk fremstilling baseret på urigtige fremstillinger i samtiden som roste forfædrene til Jakob I af England/Jakob VI af Skotland på Macbeths bekostning.
I 1066 rystede den normanniske erobring England i dens fundament og Edgar Ætheling, som havde krav på den engelske trone i opposition til Vilhelm Erobreren, flygtede til Skotland. Máel Coluim giftede sig med Edgars søster Margaret. Dermed kom også skottekongen i opposition til Vilhelm, som allerede udfordrede Skotlands sydlige grænse. Vilhelm invaderede Skotland i 1072, red gennem distriktet Lothian, forbi Stirling til Firth of Tay hvor han mødte sin flåde med skibe. Máel Coluim underkastede sig, betalte hyldest til Vilhelm og overgav sin søn Donnchad som gidsel.
Dronning Margaret fik en stor indflydelse på Skotland. Hun er beskrevet som den som bragte europæisk kultur til det barbariske skotske hof. På hendes indflydelse kunne benediktinerordenen grundlægge et kloster ved Dunfermline og St Andrews begyndte at afløse Iona som center for det gejstlige lederskab. Ritualerne i den skotske kirke begyndte gradvis at ændre sig og blev således mere integrerede med den vestlige katolicisme.
Da Máel Coluim døde i 1093, blev han efterfulgt af sin bror Domnall III, men Vilhelm 2. af England støttede Máel Coluims søn fra hans første ægteskab med sin norske hustru, Donnchad II som en udfordrer for den skotske trone. Med engelsk krigsmagt kunne Donnchad for kort tid gribe magten. Hans voldelige død inden nogen måneder genindsatte Domnall med Edmund som hans arving (søn af Máel Coluim III). Disse to styrede Skotland indtil to af Edmunds yngre brødre kom tilbage fra engelsk eksil med engelsk militær støtte. De sejrende brødre satte Domnall og Edmund i fængsel for resten af livet, og Edgar, den ældste af de tre brødre, blev konge i 1097. Kort tid senere indgik Edgar en fredsaftale med den norske krigerkonge Magnus Berrføtt hvor han anerkendte norsk overherredømme på de ydre øer i vest. Den norske kontrol af øerne var løs og hvor de lokale høvdinger styrede med en stor grad af selvstændighed. I det påfølgende århundrede krævede en af dem, Somerled, position som konge af Hebriderne i egen ret. Hans efterkommere, som Herre over øerne, kunne fortsætte at indehave en stort set selvstændigt status indtil slutningen af 1400-tallet.

## Middelalderen

### Anglo-normannisk indflydelse fra syd
Da Edgar døde i 1107, blev Margarets tredje søn Alexander konge, og da han i sin tur døde 1124, gik kronen videre til hendes fjerde søn David. I løbet af Davids regeringstid begyndte lavlandsskotsk (den gang kendt som inglis) at blive udbredt i det sydøstlige Skotland, skønt gælisk fortsatte med at blive talt flere århundreder i flere dele af det skotske lavland.
Den feudale kultur, som blev introduceret af de normanniske erobrere af England, imponerede David, og han inviterede flere normanniske stormænd til at komme nord over og få plads blandt den skotske adel. De bidrog til at sprede normannisk kultur og sprog nord over. Dette førte til, at fransk blev talesproget blandt adelen også i Skotland. Mange af navnene på kendte skotske familier i dag blev introducerede med normannerne, blandt andet «Bruce».
På samme måde som normannisk adel blev inviteret nord over og blev tildelt land, modtog David landområder syd for grænsen fra de anglo-normanniske konger. Det førte til, at kongerne af Skotland også fungerede som jarler af Huntingdon, og som engelske jarler var de rent formelt underlagt de engelske konger. Dette afhængighedsforhold viste sig at blive problematisk, da Malcolm Canmore som konge af Skotland to gange måtte anerkende anglo-normannernes overhøjhed efter at have støttet svogeren Edgar Æthelings mislykkede forsøg på at tage den engelske trone.
I 1263 havnede Norge og Skotland i åben konflikt over de ydre vestlige øer. Til trods for den store norske flåde, som den aldrende kong Håkon Håkonsson kom over med, blev den eneste betydelige træfning slaget ved Largs. Ingen af parterne formåede imidlertid at afgøre krigen, og efter slaget trak den norske konge sig tilbage til Orkneyøerne for vinteren. Her blev han syg og døde. Det viste, at kongerne i det fjerne Norge ikke længere kunne fortsætte med at opretholde kontrollen over de skotske øer, og Magnus Lagabøte, kong Håkons søn og arving, gik ind for en forsoningspolitik med skotterne. I 1266 underskrev Magnus Perth-traktaten, hvor han accepterede skotsk overherredømme over de ydre øer i vest.
Bid for bid blev ø-høvdingene politisk integrerede med den skotske stat. I 1284 var efterkommerne af Somerled tilstede ved et parlament, som blev indkaldt af Aleksander III for at gøre hans eneste efterkommer Margrete til dronning af Skotland. Margrete, kun tre år gammel, var datter af den norske konge Eirik II Magnusson gennem hans skotske dronning. Dette havde ført Norge ind i en diplomatisk gunstig position i henhold til Skotland. Samtidig ønskede kong Edvard I af England, at hans søn skulle gifte sig med Margrete, hvilket i givet fald ville knytte Norge, Skotland og England mere eller mindre fast sammen i en dynastisk, kongelig union.
Da Aleksander III døde i en rideulykke i 1286, var den lille Margrete i Norge. På rejsen over Nordsøen i 1290 blev Margrete syg, og hun døde senere på Orkneyøerne kun syv år gammel. Den dynastiske krise ved hendes død blev begyndelsen de skotske krige for uafhængighed. Uden en arving til den skotske krone henvendte skotterne sig til England for, at Edvard I skulle afgøre hvem inden for den skotske adel, som stod nærmest til overtage Skotlands trone.

### Krig med England
Johan Balliol, den skotske adelsmand med det stærkeste krav på den skotske krone, blev skotternes konge den 30. november 1292. Robert Bruce af Annandale, den med det næst bedste krav, accepterede modvilligt beslutningen. Hans sønnesøn med samme navn kom alligevel senere til at kræve tronen. I kulisserne drev det norske diplomati. Den norske konge Eirik II Magnusson giftede sig på ny efter, at hans skotske dronning døde, og da med Isabella Bruce, søster af sidstnævnte Robert Bruce.
For at undgå borgerkrig i afgørelsen blev Edvard I af England inviteret til at overvære og sikre, at Skotland fik en konge. Den engelske konge greb anledningen til at få Skotland omgjort til et feudalt len underlagt Englands konge, hvilket Skotland tidligere havde været i 15 år fra 1174 og frem til 1189. Dette havde været noget, som Edvard længe havde ønsket at genindføre, skønt lovligheden i dette var tvivlsom.
Balliol fik den tvivlsomme ære af at være den allersidste skotske monark, som blev kronet på den traditionelle «Skæbnesten». Kong Edvard behandlede nu Skotland som en vasalstat og ydmygede og underminerede Balliols autoritet gang på gang. Efter pres fra adelen gjorde imidlertid Balliol efterhånden oprør og fik i stand en alliance mellem Skotland, Norge og Frankrig, den såkaldte Auld-alliance. Balliol valgte derefter at invadere England i 1296 og begyndte således det, som blev den skotske uafhængighedskrig. Skotterne tog Stirling og belejrede derefter fæstningen Carlisle længere sydpå. Edvard slog tilbage ved at plyndre Berwick-upon-Tweed og nedslagte de fleste mandlige indbyggere. Edvard erobrede derefter Edinburgh, Stirling og Roxburgh. Skotterne blev besejrede ved Dunbar, og Johan Balliol blev afsat i Stracathro i nærheden af Montrose. Den engelske konge rev våbnet af Balliols våbenskjolde, hvilket siden gav Balliol det lidet smigrende tilnavn "Toom Tabard" (Tom frakke).
År efter gik skotske oprørere til åben krig mod de engelske okkupanter. I syd blev skotterne ledet af William Wallace, mens Andrew Murray tog kommandoen i nord. De besejrede en engelsk hær i ved Stirling Bridge. I kort tid styrede Wallace Skotland på vegne af Johan Balliol (Murray døde kort efter slaget af sine sår). Edvard I kom nord over i egen person og besejrede Wallace i slaget ved Falkirk i 1298. Wallace formåede at slippe væk, men gik af som rigsforstander. I hans sted blev John Comyn og Robert Bruce udpegede. I 1305 havnede Wallace i hænderne på englænderne og blev henrettet for forræderi.
Den 10. februar 1306 deltog Robert Bruce, sønnesøn af tronkræveren i 1291, i mordet på sin vigtigste rival John Comyn ved Greyfriars Kirk i Dumfries. Den 25. marts, mindre end syv uger efter drabet i Dumfries, blev Bruce kronet til konge. Imidlertid tog Edvards styrker kontrol over Skotland efter at have nedkæmpet den lille hær under Bruce i slaget ved Methven. Til trods for nederlaget og at Bruce var blevet bandlyst af pave Clemens V for drabet på Comyn, fik han stadig flere tilhængere, og med hjælp af ledende adelsmænd som den legendariske James Douglas og jarlen af Moray blev Skotland generobret stykke for stykke. I 1314 var Bothwell og Stirling de eneste fæstninger, som fortsat stod under engelsk kontrol. Edvard I døde i 1307, og arvingen Edvard 2. af England var ikke lavet af samme materiale som faderen. Da han sendte en stor hær nord over for at bryde belejringen af Stirling Castle, mødte han en langt mindre skotsk hær ved Bannockburn i 1314. Det engelske nederlag sikrede i praksis skotsk uafhængighed, og den engelske konge undgik med nød og næppe at blive taget til fange.
I 1320 fremlagde den skotske adel den såkaldte Arbroath-deklaration, hvilket fik pave Johannes XXII til at omgøre den tidligere bandlysning og til at annullere tidligere bestemmelser om, at de skotske konger skulle underkaste sig Englands konger. Dette gjorde, at Skotlands uafhængighed kunne blive anerkendt af de europæiske stormagter.
Det skotske parlament havde siden 1200-tallet bestået af adelige og gejstlige. I 1326 blev imidlertid alle tre stænder repræsenterede, da byerne (burghene) også fik mulighed for at sende delegater.
I 1328 underskrev Isabella af Frankrig og Roger Mortimer af Wigmore (på vegne af den umyndige kong Edvard III af England) Edinburgh-Northampton-traktaten. Den anerkendte skotsk uafhængighed under Robert Bruces styre. Dette blev en stor triumf for Bruce, og han er blevet stående i skotsk historie som en af landets store konger.
Fire år efter, at Bruce døde i 1329, blev Skotland på ny invaderet af engelske tropper under det påskud at genindsætte «den retmæssige konge» – Edvard Balliol, Johan Balliols søn, på den skotske trone. Dette blev startskuddet til den andre skotske uafhængighedskrig. Med engelsk støtte vandt Balliol først frem, men han skulle senere møde hårdere modstand. Skotterne, ledede af Andrew Murray, lykkedes efterhånden at kaste Balliol fra tronen, og da hundredårskrigen mellem England og Frankrig brød ud, mistede englænderne interessen for Skotland. I 1341 kunne David 2. af Skotland, Robert Bruces søn og arving komme tilbage til Skotland fra sin landflygtighed i Frankrig. Balliol opgav nu kravene på den skotske trone og trak sig tilbage til Yorkshire, hvor han døde i 1364.

### Senmiddelalderen
Ved Davids uventede død i 1371 blev han efterfulgt af den 55 år gamle Robert II, den første af slægten Stewart (senere stavet Stuart, på fransk maner). Roberts krav på tronen var, at hans mor var Marjorie Bruce, datter af Robert Bruce. Han blev efterfulgt i 1390 af sin skrantende søn John, som tog kongenavnet Robert III for at markere afstand til Johan Balliol. I løbet af Robert IIIs regeringstid var den egentlige magt i hænderne på hans broder Robert, hertug af Albany. I 1396 blev slaget ved North Inch udkæmpet med kongen som tilskuer. Dette slag er kendt som det sidste tilfælde i Europa, hvor man kom frem til en juridisk afgørelse ved hjælp af tvekamp, en såkaldt envig.
Skotlands gamle problemer med England fortsatte. Efter det mistænkelige dødsfald for kongens ældste søn, David, hertug af Rothesay frygtede kong Robert III for livet for sin yngre søn Jakob. Kongen fik Jakob sendt ad søvejen til formodet tryghed i Frankrig i 1406, hvor den mistænkte gerningsmand, hertugen af Albany, ikke kunne nå ham. Desværre for skotterne blev skibet kapret af englænderne, som holdt Jakob i fangenskab i 18 år, mens de krævede løsepenge. Resultatet var, at efter kongens død i 1406 styrede hertugen af Albany uforstyrret som regent, og han havde naturligt nok ingen hast med at betale den store løsesum på 40.000 pund, som englænderne krævede. Efter, at hertugen døde 81 år gammel i 1420, gik magten over til hans søn Murdoch, som kun formåede at blokere løsladelsen frem til 1424.
Jakob I kom til Skotland 32 år gammel med sin engelske brud. Han var fast bestemt på at genindføre lov og orden og tage et opgør med sine fjender. Med hensynsløs brug af magt reformerede han både det skotske parlament og retsvæsenet og dræbte enhver, som udfordrede hans autoritet, herunder sin fætter Murdoch. Udenrigspolitisk var et af hans største greb at afskaffe Auld-alliancen i 1428. Jakobs politik førte til en langt stærkere centralmagt end nogen sinde tidligere i skotsk historie, men han blev samtidigt ret upopulær og endte med at blive myrdet i 1437. Hans søn Jakob II fortsatte sin fars politik, da han blev myndig i 1449. Kongens politik med at svække adelens magt førte specielt til konflikter med Huset Douglas, som havde fået en fremstående position i Skotland under Robert Bruces regeringstid.
Med Universitetet i St. Andrews i 1413, Universitetet i Glasgow i 1450 og Universitetet i Aberdeen i 1495 fik Skotland sine tre første universiteter. Sammen med en ny skolelov i 1496 første dette til en markant fremgang i skotternes åndsliv.
I 1468 skete den sidste store anskaffelse af landområder, da Jakob 3. af Skotland giftede sig med Margrete af Danmark. I den forbindelse modtog Skotland de norske landområder Orkneyøerne og Shetlandsøerne som pant for medgiften, da den danske konge havde en anstrengt økonomi. Til trods for den skotske overtagelse blev forbindelsen til Norge ikke brudt. Norske institutioner og myndigheder fortsatte delvis at fungere, og norsk var, i hvert fald på Shetland, både tale- og skriftsprog i lang tid.
Efter den upopulære og ineffektive Jakob III døde i kamp med egne landsmænd i slaget ved Sauchieburn i 1488, kom sønnen Jakob IV på tronen. Han fik gjort ende på Lord of the Isles' delvis uafhængige styre og fik således ført de vestlige øer ind under kongelig kontrol for første gang, siden de formelt blev skotske. I 1503 giftede hans sig med datteren af Henrik 7. af England, Margaret Tudor, hvilket lagde grundlaget for den senere forening af de skotske og engelske kroner. Hans regeringstid anses ofte som en periode med et blomstrande skotsk kulturliv, og det var i denne periode, at den europæiske renæssance spredte sig i landet. Jakob IV var den sidste skotske konge, som benyttede gælisk, selv om enkelte historikere har hævdet, at også hans søn kunne tale sproget.
I 1512, under en aftale som forlængede Auld-alliancen, fik alle skotske borgere også fransk statsborgerskab og vice versa. Dette blev først ophævet i Frankrig 1903, og er måske aldrig blevet ophævet i Skotland. Imidlertid fik Auld-alliancen en langt mere ulykkelig effekt, da Jakob IV blev pålagt at invadere England for at støtte franskmændene i krigen mod Henrik VIII. Den skotske invasion endte i en katastrofe. Skotterne blev stoppet i slaget ved Flodden Field, hvor både kongen, landets fornemmeste mænd og 10.000 soldater («The Flowers of the Forest» — «Skovens blomster») faldt. Det store antal af faldne fik store konsekvenser i hele landet, og Skotland måtte igen styres af regenter. Sangen The Flooers o' the Forest mindes slaget og er et ekko af det tidligere episke digt Y Gododdin om en tilsvarende tragedie en gang omkring år 600. Slaget var også det største, som nogensinde blev udkæmpet mellem England og Skotland målt i antal soldater.
Jakob V endelig formåede at undslippe fra regenternes varetægt i 1528 ved moderen Margaret Tudors hjælp. Han gik så i gang med at underlægge sig de oprørske højlændinge i vest på samme måde som hans far i sin tid måtte. Jakob giftede sig med den skotsk/franske adelskvinde Marie de Guise. Jakobs tid som monark var en god tid for landet de første år, men med et nyt nederlag mod englænderne i slaget ved Solway Moss i 1542 endte det nok en gang i katastrofe for skotterne. Kongen selv havde ikke deltaget i slaget men måtte ydmyget trække sig tilbage til Falkland Palace, hvor han døde to uger senere af feber, kun 30 år gammel. Han efterlod sig én datter, og Skotlands skæbne hvilede nu kun på den seks dage gamle Maria Stuart.

## Tidlig moderne tid

### Maria Stuart, skotternes dronning
De næste to år forsøgte Henrik VIII med militær magt at gennemtvinge et ægteskab mellem Maria Stuart og hans unge søn Edvard, i en proces, som blev kendt som «The Rough Wooing», «Det brutale frieri». Flere engelske felttog ind i Skotland gjorde, at Maria blev sendt til Frankrig, da hun var fem år gammel med den hensigt at blive gift med den franske tronarving. Jarlen af Arran var officielt regent, selv om Marias mor Marie de Guise blev tilbage i Skotland for at tage vare på den unge dronnings interesser.
I 1547 døde Henrik VIII, og kommandoen over hæren gik til regenten Edward Seymour. «Det brutale frieri» fik sit klimaks, da Edwards hær vandt slaget ved Pinkie Cleugh og okkuperede Edinburgh. Maria Stuart var imidlertid fortsat i Frankrig, hvilket indebar, at striden langt fra var afgjort. Marie de Guise indkaldte franske tropper til skotternes hjælp, og efter at hertugen af Northumberland var blevet ny engelsk regent, trak englænderne sig i 1550 helt ud af Skotland.
Marie de Guise blev skotsk regent i 1554 og orienterede landet i stadig større grad mod Frankrig. Den franske kulturelle indflydelse førte til, at mange franske ord kom ind i det skotske sprog samtidig, som der voksede frem en klar antifransk stemning hos det skotske protestanter, som så deres trosfæller i England som naturlige allierede. I 1560 døde Marie de Guise, og kort tid senere blev Auld-alliancen afsluttet med underskrivelsen af Edinburgh-traktaten. Denne slog fast, at både franske som engelske tropper skulle trække sig ud af Skotland. Samme år indtrådte den skotske reformation, da Skotlands parlament ophævede den romersk-katolske religion og forbød messe.
I mellemtiden var Maria Stuart blevet katolsk opdraget i Frankrig. Hun havde giftet sig med den franske tronarving Frans II i 1558 og blev dronning af Frankrig, da kongen døde det følgende år. Da Frans II selv døde, valgte Maria Stuart, 19 år gammel, at vende tilbage til Skotland og overtage styringen. Omgivelserne var fjendtlige, men på trods af hendes personlige tro forsøgte hun ikke at genindføre katolicismen ved tvang. Dette gjorde den katolske del af adelen rasende. Hendes seks års personlige regime blev fyldt av en række kriser, hovedsagelig udløste af intriger og rivaliseringen blandt adelen.
I 1566 blev Marias sekretær David Riccio myrdet, og året efter skete det samme med hendes upopulære ægtefælle, Henry Stuart, lord Darnley. Dette førte til, at Maria blev bortført og tvunget til at gifte sig med jarlen af Bothwell, den formodede morder af Darnley. Den skotske adel vendte sig imod Maria og Bothwell og samlede en hær mod dem, Maria blev taget til fange og blev holdt indespærret i Loch Leven Castle. I juli 1567 blev hun tvunget til at abdicere til fordel for sønnen, som hun havde fået med Darnley, prins Jakob.
Maria formåede til sidst at rømme fra fangenskabet i Loch Leven og gjorde et forsøg på at genvinde tronen med magt. Efter, at hun led nederlag i slaget ved Langside i 1568 søgte hun tilflugt i England og efterlod sin unge søn i hænderne på regenterne. I England blev hun hovedfokus for katolske konspiratorer, som hævdede, at hun var Englands retmæssige monark på bekostning af dronning Elisabeth. Dette gjorde, at Elisabeth så Maria som en trussel og derfor fik henne arresteret. Efter omkring tyve år i fangenskab blev hun tiltalt og henrettet for forræderi. Grunden var, at hun havde deltaget i tre konspirationer, som havde som mål at få Englands dronning myrdet, så at hun selv kunne overtage tronen.

### Den protestantiske reformation
Under reformationen i 1500-tallet blev Skotland protestantisk. I den første del af århundredet fik skrifterne og læren ved først Martin Luther og der efter Jean Calvin gennemslag i Skotland. En række protestantiske prædikanter blev henrettede af de katolske magthavere, blandt dem Patrick Hamilton i 1528 og den før-kalvinistiske George Wishart i 1546. Sidstnævnte blev brændt på bålet i St. Andrews af kardinal David Beaton, beskyldt for kætteri. De anti-protestantiske kampagne kunne imidlertid ikke stoppe de nye religiøse strømninger, og Beaton blev for øvrigt snigmyrdet kort efter henrettelsen af Wishart.
Den påfølgende reformation af den skotske kirke blev fulgt af en kortvarig borgerkrig i 1559–1560. Den engelske indblanding i krigen blev afgørende for protestanternes sejr. Parlamentet indførte en reformert trosbekendelse i 1560, mens den unge Maria Stuart fortsat var i Frankrig. Den mest toneangivende leder på protestantisk side var den kompromisløse John Knox, som havde været en discipel af både Jean Calvin og George Wishart. Katolicismen blev imidlertid ikke helt udryddet og forblev stærk især i dele af højlandet.
Reformationens fremtid var noget usikker under styret ved den katolske Maria Stuart, men dronningen så sig nødt til at tolerere protestantismen. Efter at hun blevet afsat i 1567, blev sønnen Jakob VI opdraget som protestant. Da den barnløse dronning Elisabeth I døde i 1603, gik den engelske krone til Jakob. Han tog titel Jakob I af England og Jakob VI af Skotland, og forenede således de to nationer under samme monark. Han var gift med Anna af Danmark, der således fra 1590 til sin død i 1619 var dronning over Skotland. Kong Jakob forlod Skotland for London og vendte aldrig tilbage. For en tid forblev denne union den eneste formelle forbindelse mellem de to uafhængige nationer, men personalunionen bebudede den kommende politiske union af England og Skotland i 1707 under det fælles begreb Storbritannien.

## Trekongedømmekrigene

### Biskoppernes krig
Selv om både Skotland og England havde afvist pavemagten, udviklede reformationen sig forskelligt i de to lande. England opretholdt store dele af den gamle katolske praksis, herunder en formel liturgi og dagsorden. Skotterne indførte på sin side en langt friere calvinisme. På trods af at kong Jakob havde forsøgt at få den skotske kirke til at acceptere dele af den højkirkelige anglikanisme fra England ,blev det afvist. Hans søn og efterfølger, Karl I, gik videre og introducerede 1637 en bønnebog efter engelsk mønster, i den skotske kirke. Dette medførte stor modstand i Skotland, hvilket senere udviklede sig til et fuldt oprør. Det fortælles, at oprøret begyndte med at en vis Jenny Geddes i protest, kastede en klapstol mod præsten i St. Giles' katedral i Edinburgh , da bogen blev anvendt første gang.
Repræsentanter for forskellige fraktioner i det skotske kirke indgik i 1638 «Den nationale pagt» (National Covenant), der næsten var en religiøs og politisk uafhængighedserklæring over for kongen. Tilhængerne af denne pagt blev siden kaldt for covenanterne. I november samme år fortsatte konflikten, da de skotske biskopper formelt blev udviste fra kirken, som derefter blev etableret som skotsk kirke på presbyteriansk grundlag. Karl I gjorde sig klar til at forsvare ro og orden med militær magt, men da ingen af siderne ønskede at udløse en fuld militær konflikt, blev en midlertidig aftale undertegnet i Berwick.
Konflikten forblev uløst, og i 1640 kom det til nye fjendtligheder i det, som senere blev kendt som «biskoppernes krig». Karls styrker i nord blev besejrede af skotterne ved Newburn vest for Newcastle, og som erstatning for de tabte tropper forsøgte kongen at rekruttere en hær blandt de irske katolikker. Dette førte til en storm af protester i både Skotland og England, hvilket gjorde, at Karl måtte opgive forsøget. Dette fremprovokerede på sin side et oprør i Irland, og Karl blev tvunget til at gå til det engelske parlament for at få økonomisk hjælp. Parlamentet krævede til gengæld reformer, hvilket førte til den konflikt de udløste den engelske borgerkrig. Denne periode med intern urolighed og borgerkrig i England i 1640- og 1650-tallet er siden blevet kaldt trekongedømmekrigene. I mellemtiden fik convenanterne ansvaret for at styre Skotland, hvor de samlede en stor hær mod de episkopale og romersk-katolske kræfter nord i landet.

### Borgerkrig
Ud over i borgerkrigen kom parlamentarianerne til de skotske covenanter for militær støtte. Skotterne og parlamentarianerne indgik en fælles aftale i 1642, hvor der blev lovet yderligere reformer i England. Skotske styrker bidrog stærkt til royalisternes nederlag, især i slaget ved Marston Moor. Desuden okkuperede en skotsk hær ledet af jarlen af Leven en periode det nordlige England.
Det var imidlertid ikke alle skotter, som støttede, at covenanterne greb til våben mod kongen, og i 1644 opfordrede James Graham, 1. marki af Montrose højlænderne til at gå over på kongens side. Markien formåede dog kun i ringe grad at få skotterne til dette, men havde alligevel stor succes med sin mobile strategi støttet af en hær på 1.000 irere, øboere og højlændinge. Med Montroses sejr i slaget ved Tippermuir kom den skotske borgerkrig i gang i september 1644, og efter en serie sejre over covenanterne lå lavlandet klart for invasion. Montrose mistede imidlertid nu store dele af sin hær, da højlænderne foretrak at trække nord over. Kort tid efter blev Montroses styrke besejret i slaget ved Philiphaugh. Montrose forsøgte så at få samlet nye styrker for at fortsætte felttoget, men i juli 1646 endte borgerkrigen efter, at kongen havde overgivet sig til skotterne ved Newark.
Året efter indgik Karl en aftale med de moderate skotske presbyterianere, mens han endnu sad fanget på Carisbrooke Castle. I aftalen blev skotterne lovet at presbyterianismen skulle indføres i England i en treårig prøveperiode mod, at skotterne forpligtede sig til at hjælpe kongen militært. Hertugen af Hamilton fulgte aftalen op med en invasion af England, men blev slået af Oliver Cromwell i slaget ved Preston i august 1648.

### Cromwells okkupation
Covenant-regeringen reagerede meget stærkt på henrettelsen af Karl I i 1649, og så snart nyhederne om kongens død nåede Skotland, blev sønnen Karl II kronet i Edinburgh. Dette gjorde, at Cromwell invaderede Skotland i 1650, hvor han slog skotterne i Dunbar og Worcester. I perioden, som fulgte, var Skotland okkuperet af englænderne under George Moncks kommando, før landet blev indlemmet i Det engelske rige. Skotterne slog sig alligevel ikke til ro, og der var flere royalistiske oprør i perioden 1651 til 1654.
Fra 1652 til 1660 var Skotland en del af det engelske samvælde og protektorat, men selv om landet var under engelsk kontrol, fik skotterne lige handelsrettigheder. Da samvældet brød sammen og monarkiet blev genindført under Karl II, fik Skotterne uafhængigheden tilbage. Skotterne fik deres parlament tilbage, men de engelske navigationslove forhindrede skotterne i at handle med Englands voksende kolonier i Den nye verden. De to lande kom til enighed om en klart defineret rigsgrænse, og der blev indført told på handel over grænsen. Dette beskyttede den skotske tøjindustri mod billige engelsk importvarer, men ramte også den skotske eksportnæring.
Efter restaurationen fik den skotske højadel ansvaret for at følge op på kongens interesser nord for grænsen, med John Maitland, 1. hertug af Lauderdale som kongens statssekretær og højkommissær til det skotske parlament. Den episkopale kirkeforfatningen blev snart genindført, hvilket førte til megen uro i det stærkt presbyterianske sydvestlige Skotland. Presbyterianerne i dette område begyndte snart med ulovlige religiøse samlinger, og myndighedernes forsøg på at slå ned på disse førte til et oprør i 1679. Oprøret blev slået ned af James Scott, 1. hertug af Monmouth i slaget ved Bothwell Bridge. På begyndelsen af 1680-tallet tog den religiøse forfølgelse sig kraftig op, i det som historikeren Robert Wodrow karakteriserede som «Drabstiden». Da Karl døde i 1685 og blev efterfulgt af den katolske broder Jakob eskalerede problemerne yderligere.

## Tidlig moderne tid

### Afsættelsen af Jakob VII
Kong Jakob VII's forsøg på at give katolikkerne rettigheder oprørte hans protestantiske undersåtter. Hverken det eller hans bevægelse mod enevælde fremprovokerede direkte oprør, da det var antaget at han ville blive efterfulgt af sin datter Maria, som var protestant og hustru til Vilhelm af Oranien, men i 1688, da Jakob fik en mandlig arving, ændrede det alt.
På invitation fra englænderne forberedte Vilhelm af Oranien sig og gjorde langgang med en styrke på 40.000 mand, og resultatet blev, at kongen flygtede. Selv om dette var hovedsagelig en engelsk hændelse, den såkaldte «ærerige revolution», fik det stor indvirkning på skotsk historie. Mens Vilhelm som Vilhelm III af England accepterede en begrænset kongelig magt under Bill of Rights (en kontrakt mellem den nye konge og det engelske parlament), havde Skotland et tilsvarende dokument i Claim of Right, som var et betydningsfuldt dokument i udviklingen af retsregler og borgerlige rettigheder.
De fleste betydningsfulde skotter støttede Vilhelm III, men andre, særlig på højlandet, forblev trofaste over for den afsatte Jakob VII. Hans sag og tilhængere, som blev kendt som jakobitter, førte til række oprør. Et oprindelig jakobitisk oprør under John Graham, 1. vicomte af Dundee («Bonnie Dundee») besejrede kongens hær i slaget ved Killiecrankie i 1689, men Dundee selv blev dræbt i slaget, og hans hær blev kort tid efter besejret i slaget ved Dunkeld. Det fuldstændige nederlag til Jakob VII i Irland af Vilhelm III i slaget ved Aughrim i 1691 afgjorde striden for en tid. Ironisk nok fik den protestantiske Vilhelm III støtte fra paven og det katolske Habsburg-monarki mod den aggressive udenrigspolitik til Ludvig XIV af Frankrig.
De sidste år i 1600-tallet var økonomisk vanskelige for Skotland. Dårlig høst i syv dårlige år i 1690'erne førte til betydelig hungersnød og affolkning. Engelsk protektionisme lukkede skotske handelsfolk ude fra de nye kolonier, og engelsk udenrigspolitik forhindrede handel med Frankrig. Mange skotter emigrerede til Ulster (de såkaldte «Ulsterskotter»). Skotlands parlament af 1695 kom med en række virkemidler for afhjælpe den desperate økonomiske situation, blandt andet med at oprette Bank of Scotland. Loven for at fastsætte skolerne (Act for the Settling of Schools) etablerede et kirkesognsbasert system af offentlig uddannelse over hele Skotland. Selskabet Company of Scotland Trading to Africa and the Indies, også kaldt for Scottish Darien Company, fik et charter for at skaffe kapital ved offentlig subskription for at drive handel med Afrika og Indien og blev en effektiv konkurrent til Det britiske Ostindiske kompagni.

### Skotske oversøiske kolonier
Der blev gjort forsøg på at øge antallet af og udvide skotske kolonier i både Nova Scotia(ny Skotland) og ved Stuart's Town i det senere South Carolina. Skotske bosættere var også blevet sendt til den engelske koloni New Jersey. Ingen af disse forsøg blev nogen succes. Selskabet Company of Scotland blev snart involveret med Darienplanen, en ambitiøs plan udarbejdet af handelsmanden og bankieren William Paterson om at etablere en koloni ved landtangen i Panama i et håb om at etablere handel med det fjerne østen – hvilket siden lagde grunden for anlæggelsen af Panamakanalen mange år senere. Company of Scotland skaffede sig let støtter i London for planen. Imidlertid modsatte den engelske regering sig ideen. Efter som England var involveret i den pfalziske arvefølgekrig, eller niårskrigen, (fra 1689 til 1697) mod Frankrig, ville englænderne ikke provocere Spanien, som krævede territoriet som en del af Nueva Granada (Ny Granada). De engelske investorer blev nødtvunget til at trække sig.
Ved at drage til Edinburgh formåede Company of Scotland at skaffe omkring 400.000 pund på nogen få uger. Tre små flåder bestående af i alt 3.000 mænd sejlede til sidst ud med Panama som mål i 1698 for at etablere kolonien «New Edinburgh». Projektet endte i en katastrofe: dårligt udstyret, hjemsøgt af uafbrudt regnvejr, angrebet af spanioler fra det nærliggende Cartagena, og nægtet støtte fra englænderne i Karibien blev kolonisterne tvungne til at opgive projektet i 1700. Kun 1.000 overlevede, og kun et skib formåede at komme tilbage til Skotland. Et desperat skib fra kolonien, som bad om hjælp fra Port Royal på Jamaica, fik ikke hjælp – på ordre fra den engelske regering.
Vilhelm III indså farerne ved modstridende krav og mål for de to uafhængige kongedømmer med forskelle indbyrdes og derfor fremmede kongen kravet om en union mellem de to lande. Det skete ikke, men da unionen blev en realitet i 1707, da der blev indført frihandel mellem de to lande og givet skotterne adgang til det blomstrende engelske verdensrige foruden, at de også måtte slås som soldater i den britiske hær. Darienplanen fremmede eller fremskyndede unionen: skotterne indså, at de aldrig ville blive en betydelig magt på egen hånd. Vigtigst var det faktum, at den skotske økonomi gik bankerot ved fiaskoen, og Skotland måtte bede Westminster om hjælp for slette den skotske nationalgæld og stabilisere økonomien. I den forstand var det i Panama, at Skotlands uafhængighed døde.

### Unionen, hannoveranerne og jakobittene
Ved 1700 syntes det, som om det protestantiske monarki stod i fare for at gå mod sin afslutning med den barnløse Stuartprinsesse Anne. Hellere end at gå tilbage til hendes katolske broder James Francis Edward Stuart besluttede det engelske parlament, at Sophia af Hannover og hendes efterkommere skulle overtage tronen – uden at konsultere det skotske parlament – ved loven Act of Settlement af 1701, som udelukkede katolikker. I 1703 vedtog det skotske parlament loven Act of Security kravet om en protestantisk monark, men som nedstammede fra de skotske konger, men ikke den engelske efterkommer. Det åbnede muligheden for, at kronen kunne blive delt. Frem for at risikere at James Francis Edward Stuart, som da levede i Frankrig, skulle komme på tronen pressede det engelske parlament for en fuld union mellem nationerne. Skotterne nægtede at forøge skatterne og ville trække skotske soldater fra hertugen af Marlboroughs hær i den spanske arvefølgekrig hvis ikke deres krav blev indfriet. I 1705 truede det engelske parlament med stoppe frihandelen og fri bevægelse mellem de to lande, hvis der ikke blev åbnet forhandlinger som enten førte til tilbagetrækning af den skotske Act of Security eller førte frem til fælles union, Act of Union. Det sidste blev resultatet i 1707 med en union, hvor Skotland og England blev kongedømmet Storbritannien, næsten et hundrede år efter unionen mellem de to kroner.
Unionstraktaten bekræftede hannoveranernes efterfølgelse (en monark som ikke talte engelsk, kun tysk), afskaffede både det skotske og det engelske parlament og etablerede det britiske parlament i London (på samme sted som det tidligere engelske parlament). Skotland fik 45 pladser i Underhuset, og en repræsentant i Overhuset. Loven førte også til fælles statsborgerskab, gav skotterne fri tilgang til engelske markeder. Den skotske kirke og skotske lov og ret forblev adskilte. Unionen var meget kontroversiel blandt skotterne, og i voksende grad for de, som havde håbet på en økonomisk vækst, som ikke øjeblikkelig blev indfriet. Da den til sidst kom i løbet af den andre halvdel af århundredet, var det det skotske lavland, som fik fordelene.
Jakobitterne fik fornyet vækst ved unionens upopularitet. I 1708 forsøgte James Francis Edward Stuart at invadere med en fransk flåde, men Royal Navy, den britiske marine, forhindrede landgang. Et mere seriøst forsøg skete i 1715. Dette oprør, kendt som «The 'Fifteen», planlagde et samtidig oprør i Wales, Devon og Skotland. Arrestationer i syd forhindrede de sydlige aktioner. I Skotland ledede John Erskine, jarl af Mar, med kaldenavnet «Bobbin' John», de jakobittiske klaner, men viste sig som en ubeslutsom leder og lidet kompetent soldat. Mar erobrede Perth, men lod en mindre regeringsstyrke under ledelse af hertugen af Argyll holde lavlandet ved Stirling. Dele af hæren til Mar sluttede sig til oprørene i nordlige England og sydlige Skotland, og jakobitterne kæmpede sig ind i England, før de blev besejrede i slaget ved Preston, og overgav sig den 14. november 1715. Dagen før fejlede Mar i at besejre Argyll i slaget ved Sheriffmuir. Ved dette tidspunkt gik James Francis for sent i land i Skotland. Han fik det råd, at sagen var håbløs, og flygtede hurtigt tilbage til Frankrig. Et forsøg på en jakobittisk invasion med spansk støtte i 1719 blev mødt med liden entusiasme fra klanerne og det endte med et nederlag til de britiske styrker i slaget ved Glen Shiel.
I 1745 kom en overraskende gentagelse i et nyt og sidste jakobittisk oprør kendt som «The Forty-Five». Unge Charles Edward Stuart, søn af James Francis, kendt som «Bonnie Prince Charlie» og «Den unge prætendent», gik i land på øen Eriskay på Ydre Hebrider. Flere af klanerne flokkede sig begejstret om ham. I begyndelsen havde han overraskende stor succes, erobrede Edinburgh og besejrede der efter den eneste regeringshær i Skotland i slaget ved Prestonpans. Oprørshæren marcherede ind i England og mod London og kom så langt som til Derby, hvor det blev mere og mere åbenbart, at englænderne ikke ville støtte en katolsk Stuart-monark, og Charles løfter til sine egne om, at franskmændene snart ville komme og deltage i kampen, blev lige så åbenlyst stort set tom snak. Jakobitterne havnede i en tillidskrise, og de trak sig tilbage til Skotland.
I mellemtiden fik England samlet sig og ledet af hertugen af Cumberland blev oprøret knust i slaget ved Culloden den 16. april 1746 hvor måske op til 2000 skotter blev nedslagtede. Charles skjulte sig i nordlige Skotland frem til september 1746 da han formåede at rømme tilbage til Frankrig ved hjælp af Flora MacDonald. Han døde som en nedbrudt mand, og jakobiternes sag døde med ham.

### Den industrielle revolution, udvandringen og oplysningstid
Efter 1745 gik de britiske myndigheder ind for at knuse det skotske klansystem med parlamentariske love. Klesloven af 1746 gjorde det ulovligt at gå med kilt og tartanfarver. Den var en del af en større lov om forbud, Act of Proscription – Loven om proskription, som forbød klanhøvdingenes traditionelle juridiske rettigheder. Alle aspekter af højlandskulturen blev forbudte, herunder sprog, med trussel om dødsstraf. Klanhøvdingene blev opmuntrede til at betragte sig selv som landejere i lighed med skikken i lavlandet. Jorden var tidligere blevet anset som fælleseje.
Efterhånden som de nye landejere omformede jorden til den langt mere lønsomme drift af kvæg, blev mange folk fordrevet og gjort hjemløse eller truet med udvisning. Processen blev kaldt for Highland Clearances – Fordrivelsen fra højlandet, hvor hjemmene blev brændt ned, og mange, særlig børn og ældre, døde af sult og sygdom, og befolkningsantallet sank betydelig. Et stort antal højlændinge flyttede til byerne og blev arbejdere i den voksende industrialiseringen, men mange blev også forvist til andre dele af det britiske rige, særlig Nova Scotia (Ny-Skotland), de østlige dele af Quebec, og Ontario i Canada.
På samme tid ændrede den skotske jordbrugsrevolution det skotske lavland og omformede det traditionelle system af familiejordbrug til et moderne og produktivt landbrugssystem. Omformningen havde også effekt på befolkningen og førte til udvandring.
Internationalt var Skotlands skæbne knyttet til Storbritanniens og kort tid efter tragedien ved Culloden drev Storbritannien med succes krigsførelse i Syvårskrigen (1756–1763), og demonstrerede rigets voksende betydning som en stormagt. Som en del af det nye Storbritannien begyndte Skotland at blomstre som landet aldrig havde gjort som uafhængig nation. Da mindet om jakobitoprøret blegnede hen blev flere af de strengeste love ophævede i 1770- og 1780-tallet. Det meste var trukket tilbage ved 1792, da katolske og episkopale gejstlige ikke længere nægtede at betale for den regerende monark, skønt unitarisme var fortsat berørt.
Økonomisk begyndte Glasgow og Edinburgh at vokse i en storstilet grad i slutningen af 1700-tallet. Den skotske renæssance bestod af filosofi og videnskab. Den skotske oplysningstid bestod af navne som Adam Smith, David Hume og James Boswell. Videnskabelig fremgang blev ledet af James Hutton og William Thomson, 1. baron Kelvin, og James Watt, instrumentmager ved University of Glasgow.
Særlig fremtrædende i samtidslitteraturen var Robert Burns, en poet fra Ayrshire, og sir Walter Scott, en profileret forfatter af ballader, digte og historiske romaner. Hans romantiske portrætter af skotsk liv i tidligere århundreder har fortsat haft en uforholdsmæssig stor påvirkning af den populære opfattelse af «autentisk skotsk kultur» og den pomp og pragt, som han organiserede for besøget af kong Georg IV til Skotland gjorde tartan og kilt til et nationalt festantræk. I den sidste halvdel af 1800-tallet blev George MacDonald en indflydelsesrig skotsk forfatter.
I løbet af 1800-tallet blev det skotske lavland i stadig større grad omgjort til tungindustri. Glasgow og elven Clyde blev et betydelig sted for skibsbygning, og byen blev en af de største byer i verden, kendt i Storbritannien som «Imperiets anden by» (efter London).

## Moderne tid

### 1900-tallets Skotland
Skotland, som var tæt knyttet til det britiske imperiums ve og vel, led hårdt efter 1. verdenskrig. Det skotske højland havde skaffet et uforholdsmæssigt stort antal rekrutter for hæren. En hel generation af unge mænd blev dræbt, og mange landsbyer og samfund led hårdt under tabene. På lavlandet, særlig Glasgow, førte de dårlige arbejdsforhold med lav betaling og elendige boligforhold til politisk uro. John MacLean blev politisk nøglefigur i hvad som blev kendt som «Røde Clydeside», og i januar 1919 mobiliserede den britiske regering soldater og tanks i det centrale Glasgow af frygt for revolutionære optøjer. I løbet af 1920- og 1930-tallet oplevede Glasgow og Clydebank stor arbejdsløshed grundet den globale depression og konkurrence fra udlandet.
Den 2. oktober 1929 blev Den skotske kirke og Den forenede frikirke i Skotland formelt forenede med det mål at løse spliden i den skotske presbyterianisme fra sammenbruddet i 1843, da 450 præster brød ud fra kirken.
Under 2. verdenskrig var marinebaser og infrastrukturen i Skotland hovedmål for Tyskland. Angreb på Scapa Flow på Orkneyøerne og Rosyth i Skotland gav RAFs jagerfly deres første fremgang. Industrien i Glasgow og Clydeside spillede en nøglerolle i krigsanstrengelserne og led store ødelæggelser under angreb af det tyske Luftwaffe. Højlandet skaffede igen et stort antal soldater for krigsanstrengelserne. Kommandosoldater og modstandsfolk, både britiske og andre allierede soldater, modtog krigstræning i de hårde forhold i Lochaberbjergene.
Skotland spillede også en betydelig rolle under de transatlantiske konvojer i kampen om nordlige Atlanterhav. Som under 1. verdenskrig tjente Scapa Flow som den vigtigste marinebase. Shetlands beliggenhed nær det okkuperede Norge resulterede i Shetlandsbussen, fiskebåde, som smuglede nordmænd til Storbritannien, og farlige ekspeditioner over Nordsøen støttede modstandsbevægelsen. Skotlands måske mest bizarre hændelse under krigen skete i 1941, da Rudolf Hess fløj til Renfrewshire for at forhandle en fredsaftale med de allierede.
Efter 2. verdenskrig blev Skotlands økonomiske situation i stigende grad forværret grundet konkurrence fra udlandet, lidet effektiv industri og interne stridigheder. Kun i 1970-tallet begyndte situationen at ændres til det bedre, delvis grundet opdagelsen og udviklingen af olie og gas fra Nordsøen, og delvis ved at Skotland bevægede sig mod en servicebaseret økonomi. Denne periode så også fremvæksten af Det skotske nationalparti (SNP) og bevægelser for skotsk selvstændighed og hjemmestyre («home rule»). En folkeafstemning om devolution (hjemstyre) i 1979 førte til et mindre flertal for selvstyre (52 procent mod 48 procent). Generelt var folk opgivende og lei over spørgsmålet om devolusion. Labour var delt mellem devolusionisterne og unionisterne mens SNP var delt mellem devolusionisterne og de, som ønsket fuld løsrivelse fra unionen. Et vilkår for afstemningen var at 40 procent af det totale antal stemmeberettigede skulle stemme for, for at resultatet skulle være gyldigt og med et fremmødte på 63,6 procent havde kun 32,9 procent stemt «Ja». Det var også et spørgsmål om hvordan man skulle tolke de, som ikke stemte, da de, som drev kampagne for et «Nei» hævdede, at før afstemningen var folk blevet fortalt, at en ikke-stemme svarede til en neijstemme.
Da den kolde krig blev mere intens, lagrede USA ballistiske missiler af typen Polaris og undervandsbåde i Firth of Clydes Holy Loch i 1961. Dette skete til trods for opposition fra den britiske Kampagne for atomnedrusting (CND). Den britiske marine for kernefysiske ubåde blev opretholdt ved den udvidede base ved Gare Loch. Den første patruljering med ubåde bevæbnede med Tridentmissiler skete i 1994 til trods for USA nedlagde basen ved afslutningen af den kolde krig.
Den 11. september 1997 ved 700 årsmindet over slaget ved Stirling Bridge lod Tony Blairs Labour-regering det igen holde folkeafstemning over devolusion. Det positive resultat førte til etableringen af et nyt skotsk parlament i 1999. Den skotske parlamentsbygning ligger op til Holyrood House i Edinburgh.

### Skotland ind i 2000-tallet
Det feudale system havde overvintret i skotsk lov om ejerskab til jord således, at en landejer havde fortsat forpligtelser til en feudal overherre, herunder betaling af lenpligt. I 1974 kom processen for fjerne lenpligten i gang, skønt den trak ud, og det var først, da det skotske parlament gav sagen opmærksomhed, at en række love blev vedtaget, den første i 2000, som førte ophævelsen af det forældede system blev nedlagt i 2004.
I 2007 vandt det skotske nationalparti (SNP) det skotske parlamentsvalg og dannede en mindretalsregering. Den nye førsteminister, Alex Salmond, fremsatte i 2010 et lovforslag, som kunne have gjort det muligt for det skotske folk at gennemføre en folkeafstemning om uafhængighed i 2011. SNP kunne ikke få skaffet lovhjemmel for en sådan folkeafstemning, efter som partiet var i mindretal, og fordi de tre største oppositionspartier nedstemte lovforslaget.
Ved valget til den skotske nationalforsamling den 5. maj 2011, fik nationalisterne flertal og kunne danne en flertalsregering med Alex Salmond som førsteminister. Et nyt lovforslag, som vil gøre en folkeafstemning mulig, er ventet at blive behandlet i parlamentet i slutningen af 2013. Regeringen tager sigte på at afholde en folkeafstemning i juni 2014.
Dersom en folkeafstemning bliver holdt, antyder en meningsmåling fra slutningen af 2007, at det kan blive et resultat, som ligger nær uafgjort mellem løsrivelse eller at forblive i unionen, henholdsvis 40 procent som ønsker uafhængighed og 44 procent som ønsker at forblive i unionen. Det var en forøgelse på 5 procent for løsrivelse siden forrige undersøgelse.
Unionistpartierne har krævet etablering af en kommission for at undersøge spørgsmålet om løsrivelse videre, en position som har støtte fra den britiske statsminister.